# Stora Tomsjön, Småland
Stora Tomsjön är en sjö i Växjö kommun i Småland och ingår i Mörrumsåns huvudavrinningsområde.